# سد دهلا
سد دهلا (به لاتین: Dahla Dam) در ولسوالی شاه‌ولی‌کوت ولایت قندهار در افغانستان، تقریباً در ۴۰ کیلومتری (۲۵ مایلی) شمال مرکز ولایت قندهار واقع شده است. نام آن از دهلا گرفته شده است که نام تاریخی منطقه‌ای است که در آن سد ساخته شده است. این سد پس از بند کجکی در ولایت هلمند، دومین سد بزرگ افغانستان است. در سال ۲۰۱۹، دولت افغانستان قصد داشت ۴۵۰ میلیون دلار را برای ارتقای سد هزینه کند. این پروژه شامل بالا بردن دیواره‌های سد تا حدود ۱۳ متر است تا مخزن بتواند نزدیک به یک میلیارد متر مکعب آب شیرین را در خود جای دهد و نصب سه توربین برای تولید ۲۲ مگاوات برق (MW) است. این پروژه شامل بالا بردن دیواره‌های سد تا حدود ۱۳ متر است تا مخزن بتواند نزدیک به یک میلیارد متر مکعب آب شیرین را در خود جای دهد و نصب سه توربین برای تولید ۲۲ مگاوات برق (MW) است.
سد دهلا در سال ۱۹۵۲ بر روی رود ارغنداب ساخته شد که در طول ۲۵۰ مایل (۴۰۰ کیلومتر) جریان دارد. در طول چندین دهه، مخزن آن در معرض گل و لای قرار گرفت و سیستم کانال آن آبیاری را کاهش داد. این امر مستلزم بازسازی سد بود که شامل کارهای خاک‌زدایی و اجزای مربوط به پروژه برای بهبود سیستم تحویل آب بود. این جزء در مارس ۲۰۱۲ با کمک کانادا تکمیل شد. مرحله دوم شامل بالا بردن ارتفاع سد و خاکریزهای مربوطه برای جبران از دست رفتن ذخیره در مخزن آن به دلیل گل و لای و دستیابی به مزایای کامل آبیاری که سد در ابتدا برای آن ساخته شده بود، بود.

## نوسازی و گسترش
پس از تکمیل سد در سال ۱۹۵۲، این سد برای چندین دهه به خوبی کار کرد. با این حال، سیستم آبیاری و عملکرد آن در طول اشغال شوروی در دهه ۱۹۸۰ رسیدگی و از گل و لای پاکسازی نشد. یک ارزیابی فنی از وضعیت پروژه که توسط کارشناسان کشاورزی و مواد غذایی کانادا در سال ۲۰۰۸ انجام شد، نشان داد که گل‌آلودگی در مخزن باعث کاهش ۳۴ درصدی ظرفیت ذخیره‌سازی شده است. تخلیه به میزان ۷۰ درصد به دلیل وجود لجن، تبخیر، نشت و سایر عیوب کاهش پیدا کرد. برج آبگیر سد به درستی کار نمی‌کرد و دریچه‌های کنترل نشتی داشت، ظرفیت سرریز برای تخلیه آب‌های سیلاب ناکافی بود و برنامه عملیاتی وجود نداشت. حتی قبل از شروع بهسازی سیستم سد و کانال، به عنوان اولویت اول، مین‌ها در مناطق صخره‌ای منطقه مخزن باید پاکسازی می‌شد که توسط سپاه مهندسی ارتش ایالات متحده انجام شد. پس از این عملیات طرح دو مرحله‌ای توانبخشی راه‌اندازی شد.
با تکمیل عملیات بهسازی با افزایش ارتفاع سد و کارهای مربوط به آن و بهسازی سیستم کانال، حجم آب موجود از ۳۰۰ میلیون مترمکعب به ۴۸۴ میلیون مترمکعب افزایش خواهد یافت. این امر آبیاری ساحات فرماندهی را در ولسوالی‌های شاه ولی کوت، ارغنداب، ژری، پنجوائی، میوند، دند و دامان تسهیل می‌کند و همچنین به برنامه‌ریزی و ساخت یک نیروگاه برق آبی برای تولید برق کمک کرد.